# فرهنگ و تمدن ایرانی-اسلامی دکن در دوره بهمنیان
فرهنگ و تمدن ایرانی-اسلامی دکن در دوره بهمنیان کتابی از محسن معصومی است که در سال ۱۳۸۹ منتشر و در مراسم کتاب سال جمهوری اسلامی ایران به‌عنوان کتاب برگزیده معرفی شد.